# 에릭 사이크스
에릭 사이크스(영어: Eric Sykes, CBE, 1923년 5월 4일 ~ 2012년 7월 4일)는 영국의 작가 겸 배우이다.

## 서훈
- 1986년 대영 제국 훈장 4등급(OBE)[1]
- 2005년 대영 제국 훈장 3등급(CBE)[2]